# Міст Вікторії (Вустершир)
Міст Вікторії (англ. Victoria Bridge) — 61-метровий однопрогінний залізничний міст через річку Северн між станціями Арлі і Б'юдлі залізниці Severn Valley Railway у Вустерширі (Англія). Відкрито для руху 31 січня 1861 року. Лінію закрили 1963 року, потім вона відновила роботу як історична залізниця. Конструкція моста практично ідентична мосту Альберта Едуарда, який також перекинутий через Северн в Коалбрукдейлі в Шропширі. Обидва мости спроєктував Джон Фоулер.
Міст Вікторії — чавунний арковий міст з чотирма арковими елементами, кожен з яких складається з дев'яти частин, скріплених болтами. Елементи арок відлиті компанією Coalbrookdale Company, будівництво моста вели компанії Томаса брасом, Семюела Мортона Пето і Едварда Беттс.
Міст відображений у фільмі 1978 року «Тридцять дев'ять ступенів» британського режисера Дона Шарпа.

## Ремонт
Через вік міст вимагає значних витрат. 2004 року він був закритий протягом шести тижнів для проведення капітального ремонту, який включав установку нового сталевого полотна і перефарбовування. Під час святкового відкриття оновленого моста стрічку перерізала жінка, яку звали Вікторія Брідж (англ. Victoria Bridge — в англійському варіанті ім'я повністю збігається з назвою моста).
Раніше покриття моста складалося зі старих дерев'яних шпал, які врешті-решт згнили. Ремонт моста був відзначений в 2005 році нагородою Інституту цивільних інженерів. Для збереження цілісності конструкції швидкість руху по ньому обмежена 15 милями на годину.